# NGC 260
NGC 260 é uma galáxia espiral (Sc/P) localizada na direcção da constelação de Andromeda. Possui uma declinação de +27° 41' 31" e uma ascensão recta de 0 horas, 48 minutos e 34,9 segundos.
A galáxia NGC 260 foi descoberta em 27 de Agosto de 1865 por Heinrich Louis d'Arrest.